# 장성룽
장성룽(중국어: {{{2}}}, 2000년 12월 24일 ~ )은 중국의 축구 선수로 포지션은 센터백이며 현재 중국 슈퍼리그 상하이 선화 소속이다.